# 中標津空港

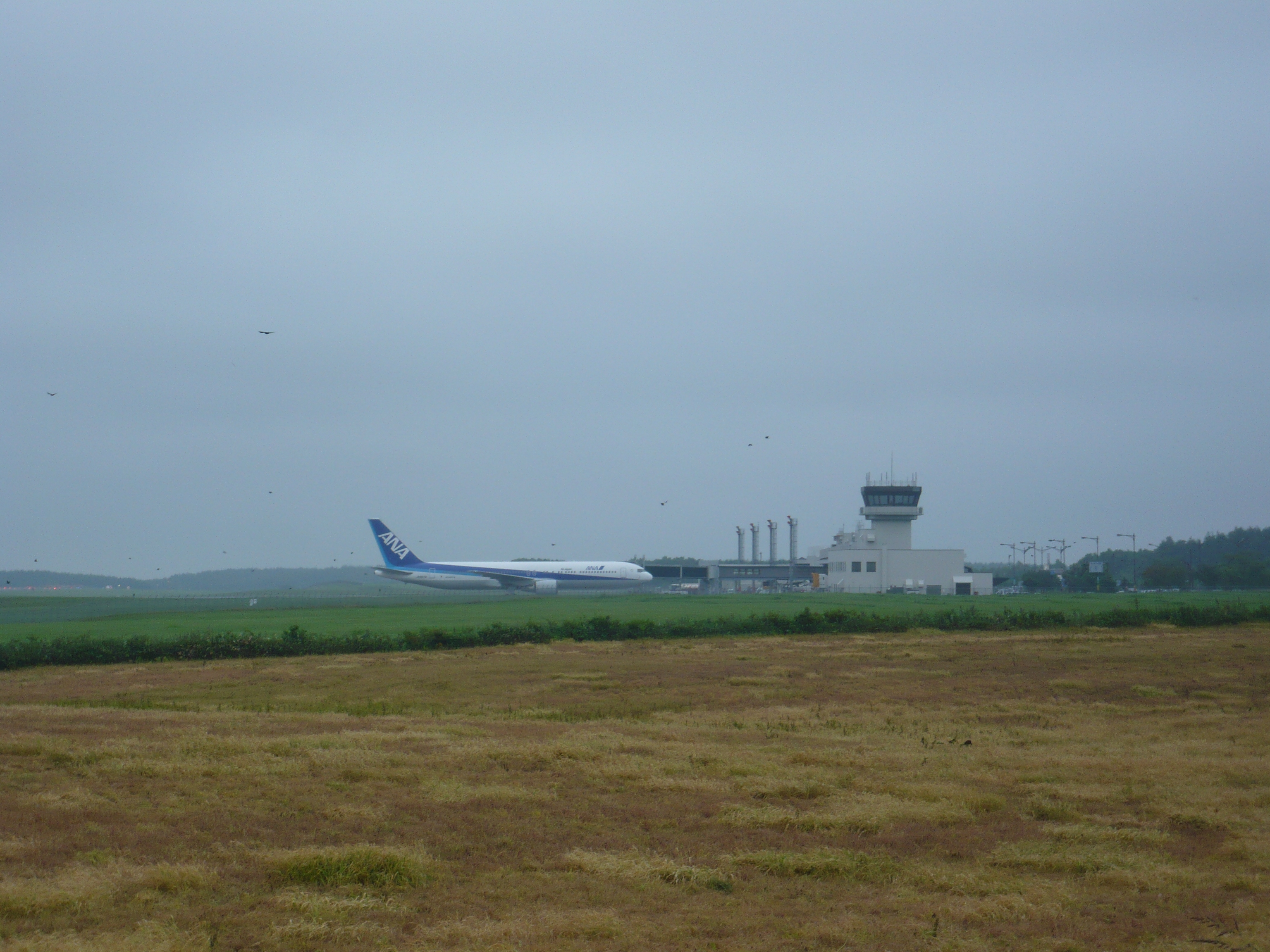
空港遠景

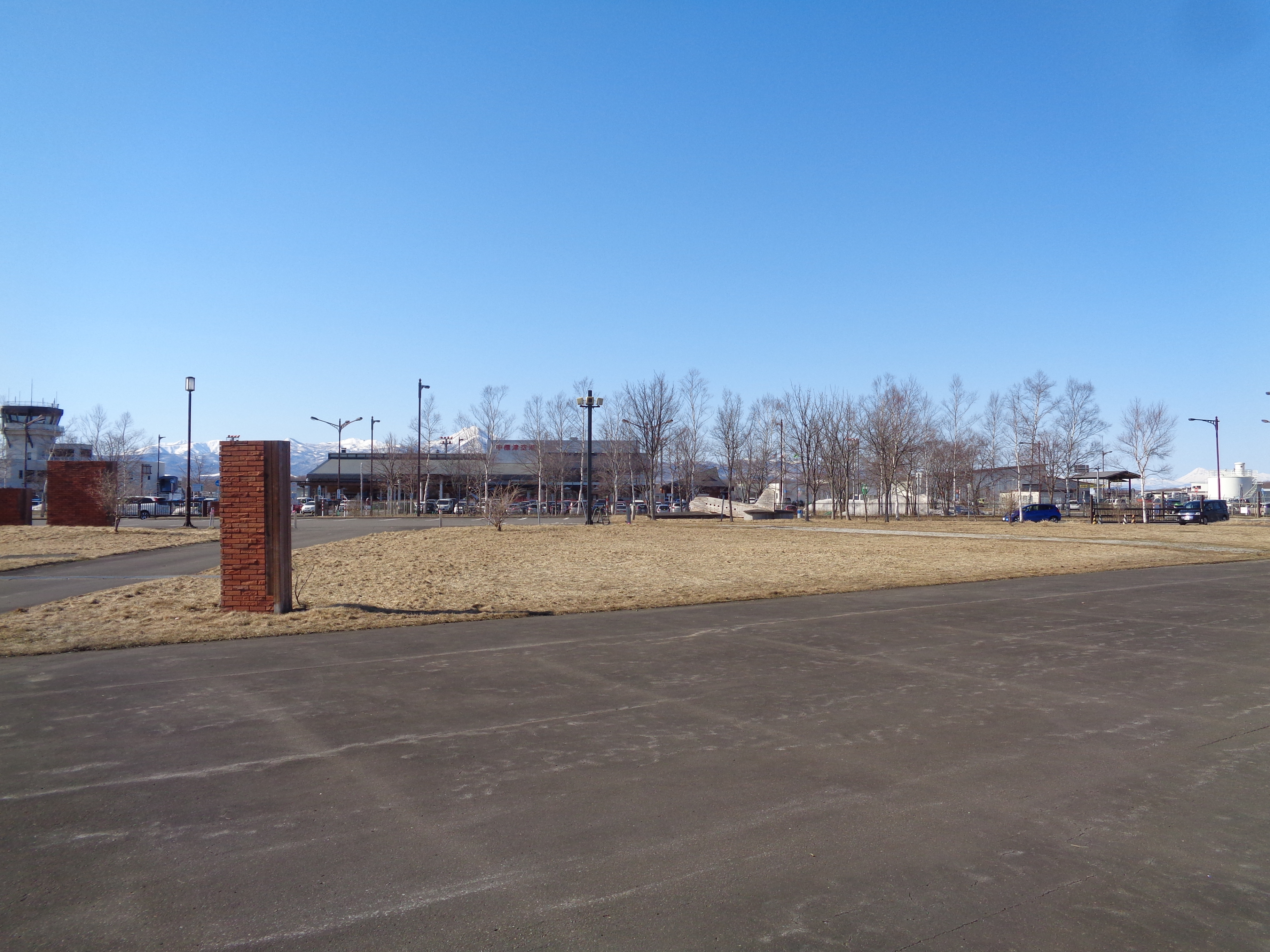
中標津空港旧滑走路

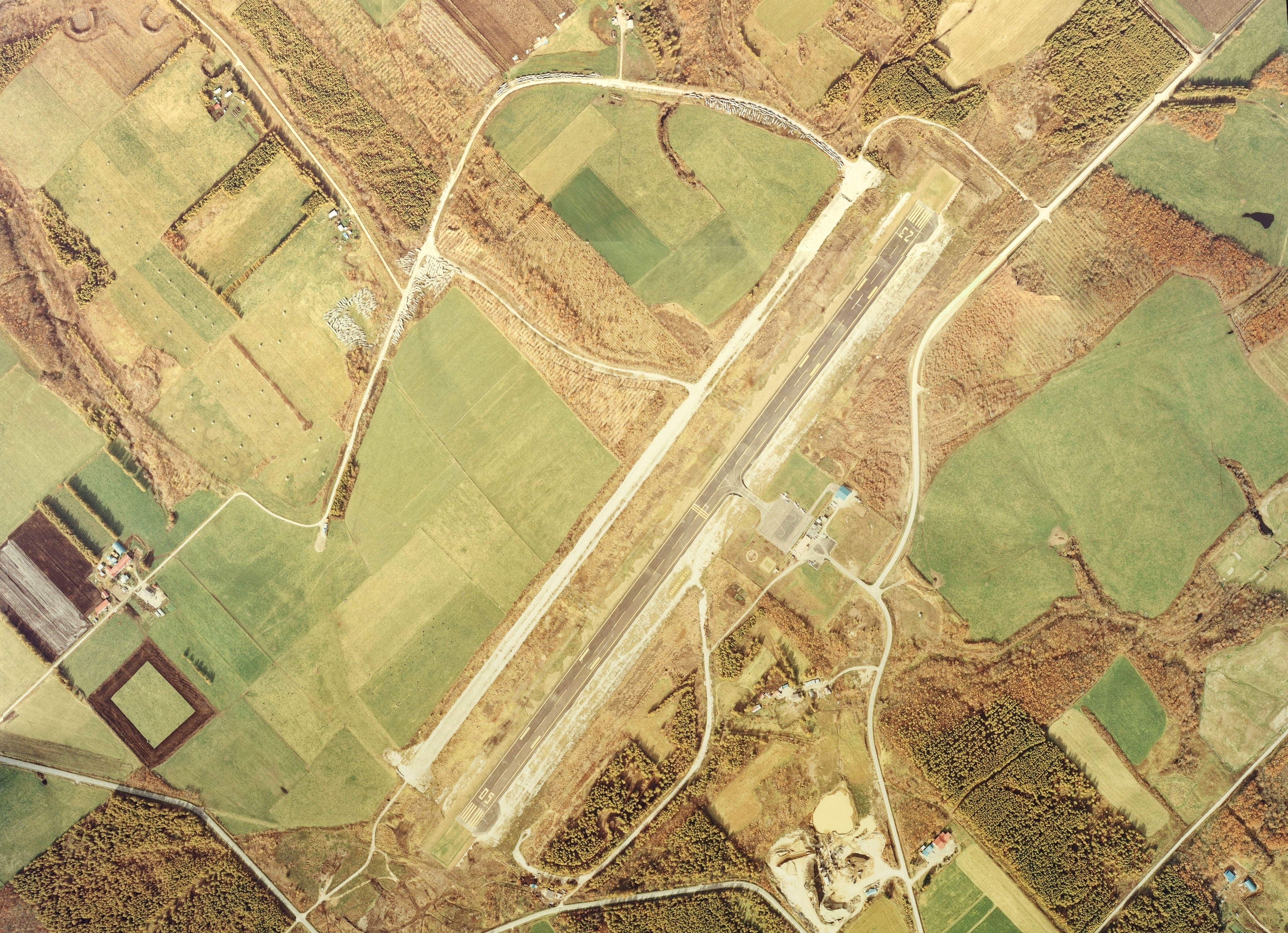
1978年（昭和53年）に撮影された、中標津空港（旧滑走路）の空中写真。この頃は滑走路長1,200 m、滑走路の方向も05/23であった。
。1978年（昭和53年）撮影の4枚を合成作成。

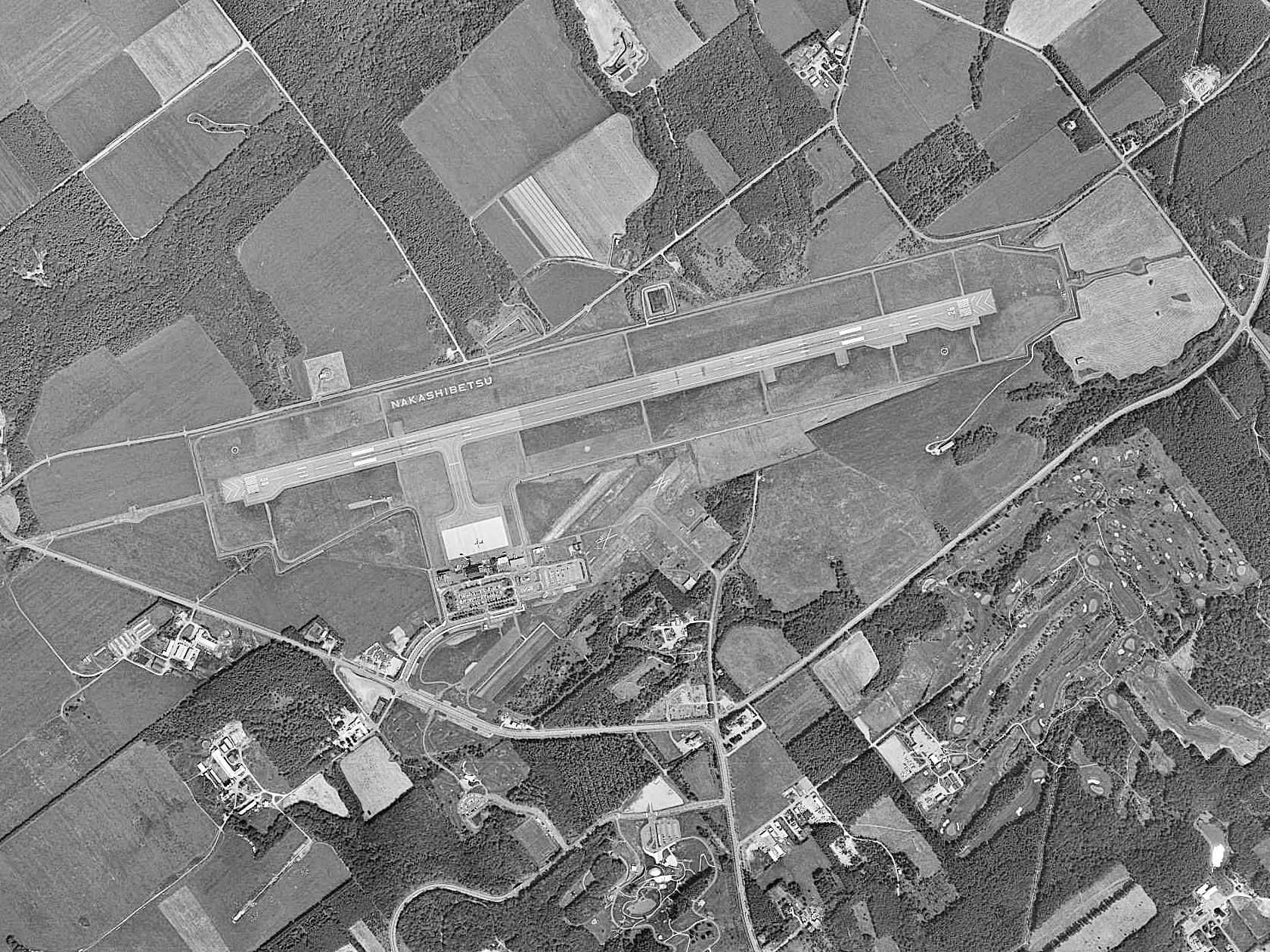
中標津空港の航空写真（2005年）
×印がペイントされた旧滑走路の一部がわずかに確認できる

中標津空港（なかしべつくうこう、英: Nakashibetsu Airport）は、北海道標津郡中標津町にある地方管理空港である。設置管理者は北海道。
定期路線を就航している全日空グループでは根室中標津空港（ねむろなかしべつくうこう、英: Nemuro-Nakashibetsu Airport）の名称を使用し、空港ビル運営会社名も根室中標津空港ビル株式会社である。

## 概要
中標津空港は北海道最東端かつ日本最東端の民間機が発着する飛行場であり、中標津町市街から北西約4 km（バスで約10分）の平坦な牧草地に位置する。JR北海道標津線廃止後の交通空白を埋める空港として、根室管内の玄関口としての役割を担ってきた。
ただし空港建設の経緯が他の道内空港と異なり、周辺は酪農地帯に立地する。根室振興局が置かれる根室市中心部へは80 km以上離れている。当空港から100 km圏内で摩周湖や、世界自然遺産の知床など自然景観に恵まれた観光地が多数在ることから、観光需要の利用が根強い。札幌市や東京への時間距離が長いこの地域において、高速交通手段として航空の果たす役割は非常に大きい。
日本テレビ製作のテレビドラマ『星の金貨』や、映画『釣りバカ日誌20 ファイナル』など、実写作品のロケ地にも使われた。

## 統計

### 利用者数
元のウィキデータクエリを参照してください.
年間乗降客数は、2007年頃までは20万人台前半で推移していたが、新型インフルエンザや世界金融危機などによる旅行客の減少により、2008年以降は18万人前後となっている。2013年度は、国内192,852人。

## 沿革
- 1944年（昭和19年） - 旧日本海軍の標津第一航空基地（中標津飛行場）として開港。同基地建設のための軍用引込線が国鉄標津線東標津信号場から延伸。
- 1945年（昭和20年） - 米軍の空襲を受ける。戦後、閉港となり、農地として払い下げられ、放置される。軍用引込線廃止。
- 1957年（昭和32年） - 北日本航空（後の日本国内航空→日本航空）が、放置された飛行場跡を利用して、根室一円の遊覧飛行を行う。
- 1959年（昭和34年） - 北日本航空が、遊覧飛行事業を開始。中標津 - 札幌線開設、ダグラス DC-3型機が1962年（昭和37年）まで運航する。
- 1962年（昭和37年） - 飛行場跡が滑走路長1,200 m×30 m（方向：05／23）の第3種空港に指定され、再開港となる。
- 1965年（昭和40年） - 西春別空港から丘珠便の定期航空路線が移り、供用開始（西春別よりも中標津のほうが、当時存在した国鉄標津線を利用した根室市方面への移動が便利だったため[要出典]）。
- 1965年（昭和40年） - 日本国内航空が丘珠便を撤退。横浜航空が丘珠便を就航[5]。
- 1973年（昭和48年） - 8月1日、設置管理者の指定変更。中標津町から北海道に移管される。
- 1974年（昭和49年） - 日本近距離航空（NKA 後のエアーニッポン→全日本空輸）により丘珠便運航開始（DHC-6）。
- 1980年（昭和55年） - NKA 千歳便運航開始（YS-11）。
- 1983年（昭和58年）3月11日 - NKA497便（札幌丘珠発中標津行）YS-11型が着陸に失敗、中標津空港付近の林に墜落する事故が発生。機体が炎上しなかったため、乗客53人に死者は出なかった。
- 1989年（平成元年）7月28日 - 新滑走路供用開始（1,200 m）。ターミナル施設も西に新たに移転し、新築された現空港ビルが「国内初の木造建築空港ビル（鉄筋一部混合、一部3階建て）」としてオープン。
- 1990年（平成2年）7月28日 - 1,800 m×45 mとして滑走路延長（旧滑走路跡を横断利用）供用開始と共にジェット化。エアーニッポンによる東京便の就航開始[6]。初のソウルへの国際チャーター便が運航される。
- 1993年（平成5年） - 中型機対応ターニングパッド供用開始。この年以降、夏季期間限定で東京便にボーイング767が就航（2019年9月まで）。
- 1997年（平成9年）3月2日 - 2,000 mの滑走路を供用開始[7]。
- 2003年（平成15年） - 丘珠・千歳線の運航がエアーニッポンネットワークに移管され、YS-11・B737に代わりDHC-8-Q300が就航する。
- 2008年（平成20年）4月4日 - 空港ビルが増築・リニューアル（床面積が約1.6倍になる）。
- 2010年（平成22年）
  - 3月14日 - 利用者400万人達成（1989年の新ターミナル利用開始後より数えた利用者数）。
  - 6月30日 - 丘珠便が廃止され、札幌方面は7月1日より新千歳空港線へ一本化された。使用機材もDHC-8-Q300からDHC-8-Q400へと大型化された。
- 2013年（平成25年）3月31日 - 現地の有人による飛行場対空通信業務終了。新千歳インフォメーションによるリモート監視に変更（レディオからリモートへ格下げ）。
- 2016年（平成28年）3月31日 - 東京航空局中標津空港出張所閉所。
- 2017年（平成29年）9月23日 - 北方四島交流事業の出発地となり、ロシアのオーロラ（機材：DHC-8-Q400）により、国後島（メンデレーエフ）経由で択捉島（ヤースヌイ）へのチャーター便が運航された[8]。
- 2021年（令和3年）10月 - Radio・RemoteのコールサインがRadioに統一された。よって無人ながら中標津Radioのコールサインとなる。
- 2023年（令和5年）10月 - 北海道エアシステム（HAC）が札幌(丘珠)便の運航（機材：ATR 42-600）を開始[9]。
- 2024年（令和6年）4月18日 - ターミナル空域管制（日高進入管制区）が導入される[10]。

## 施設

### 施設案内
空港ターミナルは根室中標津空港ビル株式会社が運営している。地上3階建て。日本の空港ビル唯一の集成材を利用した木造建築（一部鉄筋コンクリート造を併用）である。
- 1階 - ANAカウンター、JAL(HAC)カウンター、到着ロビー、レンタカー受付カウンター
- 2階 - 出発ロビー、搭乗待合室、レストラン・売店
- 3階 - 送迎デッキ
- 駐車場 - 383台

- 航空会社カウンター
- 搭乗待合室入口
- 中標津空港内の売店
- 国内でも希少な内部木製ボーディングブリッジ

## ギャラリー
- 出発するDash8 Q400
- 出発するボーイング767
- 知床山地を背景にしたボーイング737-800系
- タキシング中のボーイング737-800

### 関連機関
- 釧路方面中標津警察署空港警備派出所
- 札幌管区気象台新千歳航空測候所中標津航空気象観測所
  - 1965年6月、釧路地方気象台中標津空港分室を設置。
  - 1967年7月、釧路地方気象台中標津空港出張所に改組。
  - 2006年4月、札幌管区気象台新千歳航空測候所中標津空港出張所に改組。
  - 2014年4月、札幌管区気象台新千歳航空測候所中標津航空気象観測所に改組。
- 北海道釧路総合振興局釧路建設管理部中標津空港管理事務所

### 廃止された関連機関
- 国土交通省東京航空局中標津空港出張所（2016年（平成28年）3月、新千歳空港事務所に統合廃止）

## 路線
全日本空輸（ANA）
- 札幌/新千歳
- 東京/羽田

日本航空（JAL）
- 札幌/丘珠

## 空港への交通手段
根室交通
- 根室有磯営業所 - 根室駅 - 厚床駅 - 別海 - 中標津ターミナル - 中標津空港

阿寒バス
釧路駅・市立病院方面、標茶駅方面、標津・羅臼（知床）方面の便は、中標津ターミナルで乗り換えとなる。

## レンタカー
到着ロビーに営業所までの送迎受付カウンターが設置されている。店舗名は「中標津空港」または「中標津」。なお、トヨタレンタリースを除き根室振興局管内に他の営業所がない。
- トヨタレンタリース釧路
- ニッポンレンタカー北海道
- オリックスレンタカー
- タイムズカーレンタル
- 日産レンタカー

## その他
中標津VORDM / ILSは、整備されているものの、2016年（平成28年）3月31日までは中標津空港航空管制技術官、4月1日以降の保守官所は新千歳空港システム運用管理センターへ変更。